# Talebani
I talebani o talibani (in lingua pashtu e in persiano طالبان‎, ṭālebān, plurale di ṭāleb, ossia "studenti/studente") sono un'organizzazione politica e militare afghana, a ideologia fondamentalista islamica, presente in Afghanistan e nel confinante Pakistan. Dal 15 agosto 2021 sono al potere in Afghanistan.
Il termine "talebani" è lo stesso usato per indicare gli studenti delle scuole coraniche in area iranica, incaricati della prima alfabetizzazione, basata su testi sacri islamici.
Sviluppatisi come movimento politico e militare per la difesa dell'Afghanistan nella guerriglia successiva al collasso del governo filo-sovietico, i talebani sono noti per essersi fatti portatori dell'ideale politico-religioso che vorrebbe recuperare tutto il portato culturale, sociale, giuridico ed economico dell'Islam per costituire un Emirato. Dopo una sanguinosa guerra civile che li ha visti prevalere su tagiki e uzbeki, essi hanno governato su gran parte dell'Afghanistan (escluse le regioni più a occidente e a settentrione) dal 1996 al 2001, ricevendo un riconoscimento diplomatico solo da parte di tre Stati: Emirati Arabi Uniti, Pakistan e Arabia Saudita. Dal 15 agosto 2021 sono tornati al potere in Afghanistan con il leader Hibatullah Akhundzada, che, dal 7 settembre 2021, presiede a un nuovo governo talebano.
I membri più influenti, tra cui il leader mullā Mohammed Omar, capo religioso del movimento, erano ʿulamāʾ (studiosi religiosi islamici). Ostili ad adattare la loro patria alle società occidentali, essi respinsero ogni tentativo di interpretazione che non fosse inquadrato nella più conservatrice tradizione spirituale e culturale del pensiero islamico, adottando un atteggiamento repressivo nei confronti degli oppositori.

## Ascesa al potere
Molti leader dei talebani facevano precedentemente parte di gruppi armati che hanno combattuto a fianco dei mujaheddin contro l'intervento sovietico chiesto dal governo afghano stesso per debellare i gruppi terroristici islamici finanziati dagli Stati Uniti. I mujaheddin così come Al Qaeda erano sostenuti militarmente ed economicamente dagli Stati Uniti, scelta in linea con le logiche degli anni della guerra fredda oltre che dall'Iran e dall'Arabia Saudita. I sovietici invece sostenevano il traballante governo filosovietico insediatosi dopo il Colpo di Stato ai danni dell'allora primo presidente della nazione, Mohammad Daoud Khan, nel 1978. La guerra vide le truppe sovietiche sfiancate da costanti atti di guerriglia da parte dei mujaheddin arroccati sui monti dell'Afghanistan. Il fronte antisovietico vedeva impegnati personaggi iconici come Ahmad Shah Massoud e altri tristemente noti come Osama bin Laden. Dopo la caduta del muro di Berlino e la dissoluzione dell'URSS le truppe sovietiche si ritirarono dall'Afghanistan lasciando il Paese nel caos con i diversi comandanti mujaheddin in lotta tra loro per il potere. I talebani emersero come una forza armata in grado di portare il loro ordine in un paese devastato politicamente e socialmente, molti dei suoi membri avevano studiato in scuole religiose conservatrici in Afghanistan e oltre confine in Pakistan e si erano radunati attorno alla guida carismatica del Mullah Omar, un veterano della fazione dei mujaheddin definita Ḥarakat-i Inqilāb Islāmī (Movimento della Rivoluzione Islamica).
I talebani godettero di notevole sostegno soprattutto da parte degli afgani di etnia pashtun e dei Pakistani. Secondo Ahmed Rashid una ragione andrebbe individuata nell'appoggio che i talebani avevano fornito alla mafia pakistana degli autotrasportatori vessati dai precedenti numerosi posti di blocco sulle strade afgane. Finita la guerra con i sovietici, emissari pakistani si recarono in Afghanistan per riattivare i collegamenti automobilistici tra il Pakistan e le ex repubbliche sovietiche. Il tragitto tradizionale che attraversa l'Afghanistan a nord si rivelò impraticabile a causa della guerra civile e nessuna delle parti voleva che ai nemici giungessero soldi dai Pakistani. Così gli autotrasportatori versarono ai talebani, che controllavano il sud del paese, denaro e appoggi per poter transitare liberamente attraverso i territori da loro controllati. Gli Stati Uniti sperarono inizialmente che i talebani potessero spingere i signori della guerra a risolvere le loro divergenze e scelsero una politica di non intervento. Benché l'ideologia dei talebani fosse chiaramente radicale, diversi osservatori inizialmente considerarono la loro entrata all'interno di uno scenario estremamente frammentato a livello politico e militare come quello afghano come uno sviluppo unitario potenzialmente positivo.
Si narra che nella primavera del 1994, venendo a conoscenza del rapimento e dello stupro di due ragazzine a un posto di blocco dei signori della guerra nel villaggio di Sang Hesar, vicino a Kandahar, il mullā Muhammad ‘Omar armò trenta taleban e attaccò la guarnigione, salvò le ragazze, sequestrando armi e munizioni e impiccando il comandante a una cisterna dell'acqua come monito. Dopo questo evento, la protezione di questi combattenti pii e religiosi venne sempre più richiesta dai contadini, afflitti dai persistenti soprusi dei signori della guerra, come dichiarerà il Mullah Omar in un'intervista «Combattevamo contro musulmani che avevano preso la via sbagliata. Come potevamo starcene tranquilli vedendo tanti crimini commessi contro le donne e la povera gente?».
A seguito di questo evento, Omar scappò nella vicina provincia del Belucistan, in Pakistan, dalla quale tornò nell'autunno del 1994, apparentemente con una milizia ben armata e ben finanziata di 1.500 talebani, che avrebbe fornito protezione a un convoglio pakistano che trasportava merci via terra in Turkmenistan. Comunque, molti rapporti suggeriscono che il convoglio fosse in realtà carico di combattenti pakistani che si fingevano talebani, e che i talebani avessero ottenuto un considerevole rifornimento di armamenti, usufruendo di addestramento militare e aiuti economici da parte dei Pakistani.
I talebani conseguirono rapide vittorie militari, conquistando il controllo di Kandahar, la città più grande dell'Afghanistan dopo Kabul. Dopo aver preso il potere a Kandahar e dintorni, attraverso una combinazione di vittorie militari e diplomatiche, i talebani attaccarono e infine sconfissero le forze di Ismāʿīl Khān (un signore della guerra) nell'ovest dell'Afghanistan, conquistando Herat il 5 settembre 1995. Nel marzo 1996 gli avversari dei talebani, il presidente afgano Burhanuddin Rabbani e Gulbuddin Hekmatyar, smisero di combattersi e formarono una nuova alleanza anti-talebana. Ma il 26 settembre abbandonarono Kabul e si ritirarono a nord, permettendo ai talebani di occupare la sede del governo e di fondare l'Emirato Islamico dell'Afghanistan. Il 27 settembre i talebani compirono l'esecuzione di Mohammad Najibullah, ultimo presidente della Repubblica Democratica dell'Afghanistan, e del fratello Shahpur Ahmadzi; dopo averli prelevati dall'edificio delle Nazioni Unite, dove erano rifugiati dal 1992 e senza incontrare resistenza da parte dei caschi blu, vennero mutilati, torturati e trascinati con una jeep attorno al palazzo presidenziale , Najibullah venne finito con un colpo di pistola alla testa mentre il fratello invece venne strangolato. Infine i due cadaveri vennero esposti nei pressi del palazzo dell'ONU a Kabul. I talebani dichiararono l'Afghanistan un emirato islamico e iniziarono ad imporre la loro interpretazione ultra-rigorosa della legge islamica. Eliminarono i numerosi dazi che erano richiesti dai vari signori della guerra e imposero la tregua richiamandosi ai valori dell'Islam. I talebani riuscirono a garantire una discreta stabilità all'Afghanistan e affrontarono la corruzione endemica del Paese, conquistando una certa popolarità iniziale. Risultarono quindi inizialmente ben tollerati da una popolazione stremata dalle continue guerre interne.
Il 20 maggio 1997, i due generali fratelli, Abdul Malik Pehlawan e Mohammed Pehlawan, si ribellarono al signore della guerra uzbeko Rashid Dostum e formarono un'alleanza con i talebani. Tre giorni dopo, Dostum abbandonò gran parte del suo esercito e fuggì dalla sua base a Mazar-i Sharif, riparando in Uzbekistan. Il 25 maggio le forze talebane, assieme a quelle dei generali ammutinati, entrarono nella indifesa Mazar-i Sharīf. Lo stesso giorno il Pakistan riconobbe i talebani come rappresentanti del governo dell'Afghanistan, seguito il giorno dopo dall'Arabia Saudita. Il 27 maggio scoppiarono feroci combattimenti di strada tra i talebani e le forze di Abdul Malik Pehlawan. I talebani, non abituati alla guerriglia urbana, vennero sconfitti pesantemente e a migliaia persero la vita in battaglia o nelle esecuzioni di massa che seguirono. L'8 agosto 1998, i talebani riconquistarono Mazar-i Sharif.
L'emirato venne riconosciuto a livello internazionale solo da Pakistan, Emirati Arabi Uniti e Arabia Saudita. L'emirato controllava tutto l'Afghanistan ad eccezione di piccole regioni a nord-est che erano in mano alla cosiddetta Alleanza del Nord. Gran parte del resto del mondo e le Nazioni Unite continuarono a riconoscere Rabbani come legittimo capo di Stato dell'Afghanistan, anche se veniva generalmente riconosciuto che egli non aveva in realtà alcun potere sulla nazione. I talebani ricevettero aiuto dall'Arabia Saudita e dal Pakistan, comprendente supporto logistico ed umanitario, durante la loro ascesa al potere: un impegno che continuò anche nelle fasi successive. Si stima che 2 milioni di dollari annui provennero dalla principale organizzazione di beneficenza saudita, e vennero dedicati al sovvenzionamento di due università e di sei cliniche, e all'assistenza di 4.000 orfani. Il Re saudita Re Fahd inviò un carico annuale di doni. Le relazioni con l'Iran furono molto cattive a causa delle forti politiche anti-sciite dei sunniti talebani. Il regime talebano durò dal 1996 al 2001, anno dell'invasione dell'Afghanistan da parte degli Stati Uniti.

## Relazioni con Osama bin Laden
Nel 1996, il saudita Osama bin Laden si spostò in Afghanistan su invito del capo dell'Alleanza del Nord, ʿAbd al-Rabb al-Rasūl Sayyāf. Quando i talebani presero il potere, bin Laden riuscì a forgiare un'alleanza tra i talebani e la sua organizzazione (al-Qāʿida). È generale convinzione che i talebani e bin Laden avessero legami molto stretti. Il 20 agosto, gli Stati Uniti lanciarono missili da crociera su quattro siti in Afghanistan, tutti nei pressi di Khost. Uno dei missili era diretto a Osama bin Laden, il capo di al-Qāʿida, che era accusato di aver diretto gli attentati del 7 agosto alle ambasciate statunitensi in Africa (Kenya e Tanzania).

## L'invasione statunitense
Il 22 settembre 2001, alla luce della crescente pressione internazionale a seguito degli attacchi terroristici dell'11 settembre 2001, gli Emirati Arabi Uniti e successivamente l'Arabia Saudita, ritirarono il loro riconoscimento dei talebani come governo legittimo dell'Afghanistan, lasciando il confinante Pakistan come unica nazione restante a riconoscerli, quando gli USA incolparono i talebani di proteggere e nascondere Osama Bin Laden. Dopo le accuse americane, il governo talebano chiese le prove del coinvolgimento di Bin Laden negli attentati terroristici alle torri gemelle e, prima dell'invasione americana, chiese di poter negoziare con Washington. Entrambe le richieste furono rifiutate dall'allora presidente George W Bush.
Gli Stati Uniti d'America, aiutati dal Regno Unito e appoggiati da una piccola coalizione di altre nazioni, iniziarono un'azione militare contro i talebani invadendo l'Afghanistan nell'ottobre 2001. L'intento dichiarato era di rimuovere i talebani dal potere. La guerra di terra fu combattuta principalmente dall'Alleanza del Nord, gli elementi restanti delle forze anti-talebane che erano state da questi sconfitte negli anni precedenti, mentre gran parte dell'offensiva venne portata da massicci bombardamenti dell'esercito americano e degli eserciti alleati. Il regime talebano capitolò dopo pochi mesi. Mazar-i Sharif si arrese alle forze USA e dell'Alleanza il 9 novembre, portando alla caduta a ripetizione di una serie di province che opposero una resistenza minima, e a molte forze locali che passarono dai talebani all'Alleanza del Nord. Nella notte del 12 novembre, i talebani si ritirarono ordinatamente a sud, lasciando Kabul. Il 15 novembre, essi rilasciarono 8 operatori umanitari occidentali, dopo averli tenuti per 3 mesi in prigionia.
Il Consiglio di Sicurezza dell'ONU, il 16 gennaio 2002, stabilì all'unanimità un embargo sugli armamenti e il congelamento dei beni identificabili come appartenenti a bin Laden, al-Qāʿida, e al resto dei talebani. I talebani si ritirarono successivamente da Kandahar, e si raggrupparono nella regione di confine tra Afghanistan e Pakistan. La maggior parte dei combattenti talebani del dopo-invasione erano nuove reclute, ancora una volta provenienti dalle madrasa (scuola in arabo) del Pakistan. Le più tradizionali scuole coraniche sono ritenute essere la fonte primaria dei nuovi combattenti. Nel 2006, i talebani si erano quindi riorganizzati ed erano in grado di combattere nuovamente contro gli occupanti stranieri e i loro alleati. Gli scontri tra milizie talebane, forze di occupazione ed esercito afghano sono proseguite nel corso degli anni. I combattenti talebani erano, a fine 2006 fra i 6.000 e i 12.000, dislocati soprattutto nel sud dell'Afghanistan. La prima stima è stata fatta dai militari della coalizione NATO, mentre la seconda cifra è stata resa nota direttamente dall'organizzazione talebana. Secondo fonti occidentali le forze della coalizione NATO e i militari afghani hanno ucciso, con bombardamenti a tappeto o azioni da terra, una media di 700-800 talebani al mese. Tuttavia, molto spesso le vittime di tali azioni si sono rivelate civili estranei ai combattimenti.
Dopo la perdita del potere, il rapporto tra i talebani e l'Iran è mutato. Se prima dell'attacco del 2001 Teheran era fortemente schierata contro il regime talebano, gli interessi convergenti hanno determinato un cambiamento della politica estera iraniana. La Repubblica Islamica, al fine di colpire le forze dell'ISAF, ha iniziato a rifornire i talebani di armamenti. Nel 2011, quindi, le forze speciali britanniche trovarono nella provincia afghana di Nimruz 48 missili prodotti in Iran e arrivati nelle mani dei talebani. La scoperta determinò una crisi diplomatica tra Gran Bretagna e Iran.
Nel 2011, l'amministrazione Obama ha permesso a un gruppo di funzionari talebani di trasferirsi in Qatar, dove sarebbero stati incaricati di gettare le basi per negoziati diretti con il governo dell'allora presidente Karzai. Nell'agosto del 2012, dopo la firma dell'accordo strategico tra Stati Uniti ed Afghanistan nell'aprile 2012, è stato rivelato che l'Iran avrebbe concesso ai talebani di aprire un ufficio nella città iraniana di Zahedan, situata ai confini con Afghanistan e Pakistan.Nel 2013 è stata dichiarata ufficialmente la trattativa di pace tra Stati Uniti e talebani a Doha, anche se gli scontri armati non si sono fermati. Nel 2018, l'amministrazione Trump ha avviato colloqui formali e diretti con il gruppo. Il governo afghano non è stato invitato.
Il capo dell'ufficio politico dei talebani a Doha, Abdul Ghani Baradar, ha firmato un accordo con gli Stati Uniti il 29 febbraio 2020, che ha aperto la strada al ritiro degli Stati Uniti e di altre forze straniere. I talebani hanno promesso di non attaccare le forze straniere guidate dagli Stati Uniti. L'accordo ha anche avviato colloqui di pace tra i talebani e la leadership afgana nella capitale del Qatar. Ma i talebani hanno continuato la loro offensiva militare sul terreno mentre partecipavano ai colloqui e hanno rapidamente conquistato gran parte dell'Afghanistan. Dopo la sua elezione, il presidente statunitense Joe Biden, in linea con i piani dei suoi predecessori, ha annunciato che entro l'11 settembre 2021 (quindi esattamente vent'anni dopo gli attentati dell'11 settembre 2001) i militari statunitensi e i loro alleati avrebbero lasciato definitivamente il territorio afghano, terminando l'Operazione Sostegno Risoluto.
Il territorio secondo gli iniziali piani degli USA sarebbe stato gestito autonomamente dalle quasi trecentomila truppe che nel corso degli anni erano state addestrate dagli esperti occidentali. Tuttavia, poco dopo l'abbandono del territorio, le forze talebane, seppur in netta minoranza numerica, sono riuscite in meno di un mese a conquistare l'intero territorio afghano inclusa la capitale Kabul, tornando di fatto, il 15 agosto 2021, al potere. La velocità dell'offensiva ha sorpreso anche il presidente USA Joe Biden che ha comunque confermato la scelta di evacuare tutte le truppe americane dal territorio afghano nonostante l'abbia definita «la più difficile della storia» e minacciando ritorsioni nel caso di aggressioni verso le truppe americane. La guerra ininterrotta degli ultimi 20 anni ha causato 40.000 morti tra i civili, sia per attacchi alleati che talebani. Gli Stati Uniti hanno speso quasi 1000 miliardi di dollari sia per spese di guerra che di ricostruzione.

## Il ritorno del regime talebano
I talebani hanno dichiarato un'amnistia in tutto l'Afghanistan e hanno aperto alla possibilità alle donne a unirsi al loro governo, cercando di convincere una popolazione diffidente. L'aeroporto principale di Kabul è stato attanagliato da folle disperate che cercavano di fuggire dal paese. Durante una storica conferenza stampa il portavoce talebano Zabihullah Mujahid ha mostrato per la prima volta alla stampa internazionale il suo volto. In merito alla questione circa i diritti delle donne, ha puntualizzato che il governo talebano si impegnerà ad onorarli se pur nel rispetto delle norme della legge islamica. Nonostante le dichiarazioni ufficiali nei primi giorni successivi alla caduta di Kabul sono stati segnalati casi di ritorsioni verso cittadini afghani ritenuti collaborazionisti con le forze armate statunitensi.

## Ideologia talebana e sue applicazioni
Il pensiero dei talebani è stato descritto come «un'innovativa combinazione di Shari'a e Pashtunwali», il codice d'onore delle genti pashtun. Esso s'ispirerebbe all'interpretazione dell'Islam della corrente sunnita Deobandi, che enfatizza la solidarietà, l'austerità e la famiglia (gestita dagli uomini). Tale ideologia è portata avanti anche dai membri dell'organizzazione fondamentalista pakistana Jami'at Ulema-ye Islam (JUI) e da gruppi ad essa associati. Altre importanti influenze per i talebani sono quella dal movimento islamico wahhabita, cui aderiscono i loro finanziatori sauditi, e quella del Jihādismo e del panislamismo dell'antico alleato militare, Osama bin Laden. L'ideologia talebana si distingue dall'Islam praticato dai mujaheddin reduci dalla guerra anti-sovietica, essendo costoro maggiormente legati al misticismo sufi di tipo naqshbandi e a un'interpretazione tradizionalista del Corano.
Come i wahhabiti e i deobandi, infatti, anche i talebani avversano ferocemente l'Islam sciita, al punto da dichiarare ufficialmente gli sciiti afghani di etnia hazara (di ceppo mongolo e che costituiscono circa il 10% della popolazione) non musulmani. Tale deriva ideologica ha trovato varie conferme in tutto il mondo islamico che si rifà alle teorie dell'Islam più integralista, i cui dotti emettono fatwā in cui gli sciiti sono considerati kuffār (miscredenti, di cui è teoricamente legittimo versare il sangue). Nonostante le somiglianze con il pensiero wahhabita, però, i talebani non rinnegano le pratiche tradizionali popolari (ad eccezione della nota vicenda dei Buddha di Bamiyan, distrutti con l'esplosivo in quanto - ufficialmente - forme di idolatria, anche se non più oggetto di culto da lungo tempo): non distruggono le tombe dei pir e riconoscono i sogni come mezzo di rivelazioni.
Con la loro salita al potere in Afghanistan, i talebani hanno generato una nuova forma di radicalismo islamico che si è diffusa rapidamente anche oltreconfine, soprattutto in Pakistan. Dal 1998-99, infatti, si sono propagati anche nella cintura pashtun e nel Kashmir pakistano numerosi gruppi di ispirazione talebana, che proibiscono la visione di film e televisione ed obbligano la popolazione a cambiare abbigliamento e stile di vita, conformandosi a quelli talebani di estrazione pashtun. Alcune fra le numerose critiche al regime talebano, dopo l'applicazione di tali norme in gran parte dell'Afghanistan a partire dal 1996, riguardavano proprio il fatto che la maggior parte degli afghani non appartenesse all'etnia pashtun, di ceppo indoeuropeo.

### Politica interna
I talebani possono essere visti come anti-nazionalisti (per l'assenza di un vero e proprio capo di Stato politico), ma anche come ultra-nazionalisti, nei confronti della nazione Pashtun. Secondo il giornalista Ahmed Rashid, almeno nei primi anni di esistenza, essi hanno seguito l'interpretazione coranica deobandi anti-nazionalista, ostile alla struttura sociale di tipo feudale delle tribù pashtun, messa in pratica rimuovendo dalle loro cariche i leader tradizionali. Come riportato da Ali A. Jalali e Lester W. Grau, proprio per questi motivi i talebani «ricevettero un notevole sostegno dalla comunità pashtun di tutto il paese, desiderosa di ripristinare la sua posizione dominante nel panorama politico nazionale (che da sempre detenevano). Perfino gli intellettuali di etnia pashtun residenti in Occidente, anche i più distanti ideologicamente, diedero il loro appoggio all'espansione talebana su base puramente etnica».
Forti anche di questi appoggi esterni, i talebani hanno comunque sempre mostrato grande riluttanza nel condividere il potere con altri gruppi etnici. Poiché provenienti da un'area a stragrande maggioranza pashtun, la loro conquista dell'Afghanistan significò una presa di potere ai danni delle altre etnie del paese: in tutti gli uffici i funzionari hazara, tagiki e uzbeki furono sostituiti da pashtun, fossero essi competenti o no. A causa di questa perdita di know-how, i ministeri statali finirono per cessare le loro funzioni. Erano in mano ai talebani anche importanti municipalità come Kabul ed Herat, nonostante che in queste zone si parlasse in lingua persiana (farsi) o in dari (un persiano più arcaico) ed essi non fossero in grado di parlare altro che il pashtu.

## La vita sotto i talebani

### Legge islamica

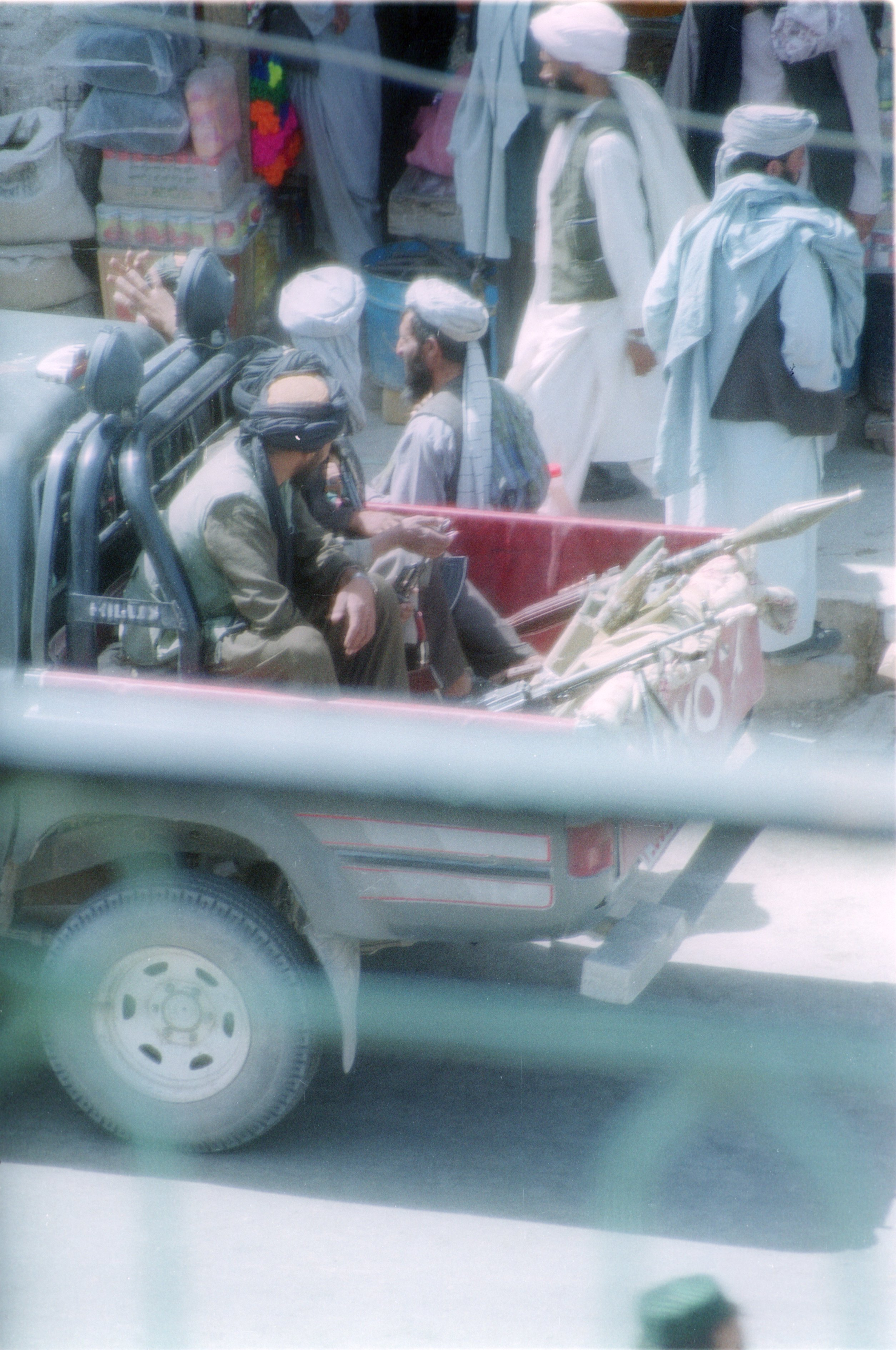
Talebani a Herat, luglio 2001.

Una volta al potere, i talebani istituirono la shari'a (legge islamica). La riforma talebana del governo fu in parte diretta da studiosi di diritto. In base a un decreto emanato nel dicembre del 1996 e che si richiamava esplicitamente al classico precetto di «comandare il bene e punire il male» (al-amr bi-l-maʿrūf wa al-nāḥi ʿan al-munkar), si tornò a far ricorso all'amputazione di una o anche di entrambe le mani per il reato di furto e alla lapidazione per gli adulteri conclamati.
I talebani bandirono inoltre tutte le forme di spettacolo televisivo, immagini, musica e danza, fosse anche in occasione delle tradizionali cerimonie nuziali. Era illegale portare la barba troppo corta o radersi del tutto mentre era severamente punito il tagliare i capelli alla moda "occidentale". Il gioco d'azzardo fu bollato come stregoneria e fu severamente punito non pregare nei momenti di elezione della ṣalāt. Fu infine istituita una polizia religiosa, sull'esempio dei muṭawwiʿīn (in arabo مطوعين‎?) sauditi.

### Oppio
In Afganistan si è sempre coltivato il papavero da oppio, ma ne contrastarono la coltivazione nel 2000, in quanto tradizione contraria ai principi dell’Islam. Secondo alcune fonti la produzione diminuì da 4000 tonnellate nel 2000 (circa il 70% del totale mondiale) a 82 tonnellate nel 2001, gran parte delle quali si disse fu raccolta nelle parti dell'Afghanistan controllate dall'Alleanza del nord. Dopo che i talebani persero il potere in seguito all'intervento militare degli Stati Uniti, alla fine del 2002, la produzione di oppio aumentò drammaticamente.
Secondo il rapporto strategico dell'International Narcotics Control del Dipartimento di Stato degli Stati Uniti (INCSR), del marzo 2001, l'Afghanistan rimaneva tuttavia il principale produttore mondiale di papavero da oppio, nonostante una protratta siccità e la guerra civile in corso. Il rapporto segnalava inoltre che «i talebani, che controllano il 96% del territorio dove vengono coltivati i papaveri, ne promuovono la coltivazione per finanziare l'acquisto di armi e le operazioni militari». Secondo questo rapporto, stilato però dal dipartimento di stato di una nazione contrapposta in guerra, anche se i talebani apparentemente bandirono la coltivazione dei papaveri da oppio alla fine del 1997, la produzione dello stesso aumentò durante tutto il 2000, ammontando al 72% delle forniture illegali di oppio.
Il 27 luglio 2000, i talebani emisero un altro decreto che vietava la coltivazione dei papaveri da oppio. L'annuncio del divieto provocò una salita dei prezzi da 30 dollari al kg a 500 dollari al kg.

### Donne

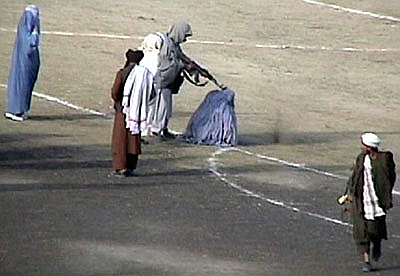
Esecuzione pubblica di Zarmeena, una madre di sette figli, avvenuta nel Ghazi Stadium di Kabul il 16 novembre 1999. Zarmeena era stata incolpata di aver ucciso il marito, dopo che egli l'aveva picchiata.

La politica dei talebani prevede la proibizione del lavoro femminile e l'esclusione delle ragazze da forme di istruzione mista. Da anni, Malala Yousafzai lotta contro questi ideali. Nel 2012 le hanno sparato alla testa con armi da fuoco, ma è sopravvissuta e ha continuato la sua lotta, tanto da ricevere il Nobel per la pace nel 2014 insieme all'indiano Kailash Satyarthi.
Il ministro talebano degli Affari Religiosi, Hajj al-Ḥajj Maulwi Qalamuddin, dichiarò al The New York Times che: «Ad una nazione in fiamme il mondo vuol dare un fiammifero. Perché c'è tutta questa preoccupazione per le donne? Il pane costa troppo. Non c'è lavoro. Anche i ragazzi non vanno a scuola. Eppure sento solo parlare delle donne. Dov'era il mondo quando qui gli uomini violavano tutte le donne che volevano?».
Comunque, un rapporto dell'UNESCO dichiarò che: «L'editto dei talebani sull'educazione femminile ha portato ad un calo del 65% nelle loro iscrizioni. Nelle scuole gestite dal Direttorato dell'Educazione, solo l'1% degli studenti è composto da ragazze. Anche la percentuale di insegnanti donne è scivolata dal 59,2 per cento del 1990 al 13,5 per cento del 1999».
Un portavoce dei talebani sostenne che: «Le strutture sanitarie per le donne sono aumentate del 200% durante l'amministrazione dei talebani. Prima che il Movimento Islamico dei talebani prendesse il controllo di Kabul, c'erano solo 350 letti negli ospedali della città. Attualmente ci sono più di 950 letti per le donne in ospedali a loro riservati».
I sostenitori dei talebani suggeriscono che la depressione e gli altri problemi che affliggevano le donne afgane erano il risultato dell'estrema povertà, degli anni di guerra, dell'economia disastrata, e del fatto che molte si trovavano ad essere vedove di guerra, e non potevano più provvedere alle loro famiglie senza qualche forma di aiuto internazionale.
Per uscire di casa dovevano utilizzare il burqa, un abito spesso e molto lungo che copre tutto il corpo fino ai piedi, e lascia solo una piccola reticella davanti agli occhi per vedere. Le bambine dovevano usare il chador, un velo che copre solo il capo. Le donne per uscire di casa dovevano essere accompagnate da un uomo.

### I Buddha di Bamiyan
Nel marzo 2001 i talebani ordinarono la distruzione delle due statue del Buddha scolpite sulle pareti di roccia nella valle di Bamiyan, una alta 38 m e datata 1800 anni, l'altra alta 53 m e datata 1500 anni fa. L'azione fu condannata dall'UNESCO e da molte nazioni di tutto il mondo, compreso l'Iran.
L'azione, in palese contraddizione con un precedente restauro dei due capolavori attuato dal governo talebano, fu giustificata con l'intenzione di distruggere idoli, nonostante la plurisecolare e stratificata tradizione islamica di non eliminare tracce di passate culture religiose, specialmente se valide sotto un generale profilo culturale (è il caso dell'Egitto faraonico, greco-romano e tolemaico, della Siria aramaica e nabatea, dell'Iraq, dell'Iran e di molti altri paesi in cui i monumenti religiosi del passato godono di vigile protezione da parte dei governi e dalla stragrande maggioranza delle popolazioni).
La distruzione delle statue del Buddha a Bamiyan sembra quindi ricollegabile alle forti polemiche col mondo occidentale (particolarmente attento ai valori dell'arte, sacra o profana) e alle tensioni derivanti dalla politica dell'ONU che cercava di sradicare la produzione del papavero e dell'oppio che ne derivava in Afghanistan, danneggiando vistosamente le finanze dei talebani che dal traffico dell'oppio traevano cospicui guadagni.